# Sale
Sale é uma comuna italiana da região do Piemonte, província de Alexandria, com cerca de 4.253 habitantes. Estende-se por uma área de 77,4 km², tendo uma densidade populacional de 55 hab/km². Faz fronteira com Alessandria, Alluvioni Cambiò, Castelnuovo Scrivia, Guazzora, Isola Sant'Antonio, Piovera, Tortona.

## Demografia
| Variação demográfica do município entre 1861 e 2011                               |
|                                                                                   |
| Fonte: Istituto Nazionale di Statistica (ISTAT) - Elaboração gráfica da Wikipedia |